# Harold Bornstein
Harold Nelson Bornstein (New York, 26 marzo 1947 – 8 gennaio 2021) è stato un medico statunitense, meglio conosciuto come il medico personale di Donald Trump. Bornstein è stato il medico personale di Donald Trump dal 1980 fino all'inizio del 2018; prima di allora il padre di Bornstein era il suo medico personale.

## Biografia
Bornstein ha conseguito la laurea in Medicina e Chirurgia presso l'Università Tufts nel 1975 ed è stato autorizzato a praticare la medicina nello Stato di New York dal 1976. È stato certificato dall'American Board of Internal Medicine come specialista in Medicina Interna (1978) e Gastroenterologia (1983).

### Il ruolo di medico personale di Trump
Nel dicembre 2015, in risposta alle domande sulla sua salute, Trump ha chiesto a Bornstein di pubblicare un "rapporto medico completo", prevedendo che avrebbe mostrato "perfezione". Due giorni dopo Bornstein ha firmato una lettera piena di superlativi, dicendo che i "risultati di laboratorio di Trump sono sorprendentemente eccellenti" e che Trump "sarà l'individuo più sano mai eletto alla presidenza".  Nell'agosto 2016, Bornstein ha dichiarato di aver scritto la lettera in cinque minuti mentre la limousine di Trump l'aspettava. Ma ha ribadito che la "salute di Trump è eccellente, soprattutto la sua salute mentale".
Nel maggio 2018 Bornstein ha affermato che, in effetti, Trump aveva dettato la lettera per telefono, quindi aveva inviato un'auto per ritirarla. Bornstein ha detto in un'intervista alla CNN che "il signor Trump ha dettato la lettera e io gli avrei detto cosa non poteva mettere lì ..."
Parlando al New York Times nel febbraio 2017, Bornstein ha rivelato di essere stato invitato e di aver partecipato all'inaugurazione del presidente Trump con sua moglie Melissa. Bornstein ha detto al Times che ha apprezzato l'attenzione di essere conosciuto come il medico personale del presidente. Secondo Stat, Bornstein aveva sperato di essere il medico del presidente, ma la Casa Bianca decise che Ronny Jackson avrebbe continuato in quel ruolo.
Il 1º maggio 2018, Bornstein ha detto a NBC News che tre rappresentanti di Trump avevano "fatto irruzione" nel suo ufficio il 3 febbraio 2017, prendendo tutte le cartelle cliniche di Trump. Ha identificato due degli uomini come la guardia del corpo di lunga data di Trump Keith Schiller e il chief legal officer della Trump Organization Alan Garten. Due giorni prima, Bornstein aveva detto a un giornalista che Trump aveva preso una medicina per la crescita dei capelli su prescrizione, Propecia, dopo di che Trump ha tagliato i legami con lui.